# Flydende krystal
Flydende krystaller er et kemisk stof, som udviser en stoffase med egenskaber mellem konventionel flydende form (væske) og fast form (her krystal). For eksempel kan flydende krystaller flyde som væske, men have mange molekyler arrangeret eller orienteret i krystallignende tilstand. Der er mange forskellige former for flydende krystal faser, som kan skelnes ved deres optiske egenskaber.
Flydende krystaller kan klassificeres i termotropiske og lyotropiske flydende krystaller. Termotropiske flydende krystaller udviser faseovergange som funktion af temperaturen, hvorimod lyotropiske flydende krystaller udviser faseovergange som funktion af koncentrationen af mesogen i en opløsning (typisk vand) såvel som temperatur.

Den nematiske fase i flydende krystaller kan modelleres med Maier-Saupe-teori.

## Anvendelser
Flydende krystaller anvendes i vid udstrækning i LCD baserede armbåndsure, mobiltelefoner, PDA, TV og monitorer. De drager nytte af flydende krystallers optiske egenskaber af visse flydende krystaline stoffer under tilstedeværelse eller fraværelse af et vekslende elektrisk felt. I et typisk LCD er et flydende krystallag (typisk 10 μm tykt) mellem to polarisationsfiltre som er vinklet (orienteret 90° i forhold til hinanden).
Det skal bemærkes at mange almindelige væsker faktisk er flydende krystaller. Sæbe er faktisk flydende krystaller og udviser mange flydende-krystal-variantformer afhængig af deres koncentration i vand.